# Acanthephippium sylhetense
Acanthephippium sylhetense är en orkidéart som beskrevs av John Lindley. Acanthephippium sylhetense ingår i släktet Acanthephippium och familjen orkidéer. Inga underarter finns listade i Catalogue of Life.